# Draft de l'NBA del 2015
El draft de l'NBA del 2015 es va celebrar durant la matinada del 25 de juny del 2015 al Barclays Center de Brooklyn. Als Estats Units aquesta cerimònia va ser retransmesa per la televisió esportiva ESPN. Com a totes les edicions del Draft de l'NBA es va poder escollir els millors jugadors d'entre 19 i 24 anys, provinents de les Universitats dels Estats Units (NCAA) i jugadors internacionals, com ara Kristaps Porzingis i Mario Hezonja, provinents de la Lliga Endesa.
| PG | Base | SG | Escorta | SF | Aler | PF | Aler pivot | C | Pivot |

| Rnd. | Posició | Jugador                 | Pos.  | Nacionalitat         | Equip                                                                         | Universitat/Equip professional     |
| ---- | ------- | ----------------------- | ----- | -------------------- | ----------------------------------------------------------------------------- | ---------------------------------- |
| 1    | 1       | Karl-Anthony Towns      | C/PF  | República Dominicana | Minnesota Timberwolves                                                        | Kentucky (Fr.)                     |
| 1    | 2       | D'Angelo Russell        | PG    | Estats Units         | Los Angeles Lakers                                                            | Ohio State (Fr.)                   |
| 1    | 3       | Jahlil Okafor           | C     | Estats Units         | Philadelphia 76ers                                                            | Duke (Fr.)                         |
| 1    | 4       | Kristaps Porziņģis      | PF    | Letònia              | New York Knicks                                                               | Baloncesto Sevilla (ACB)           |
| 1    | 5       | Mario Hezonja           | SG/SF | Croàcia              | Orlando Magic                                                                 | FC Barcelona (ACB)                 |
| 1    | 6       | Willie Cauley-Stein     | C     | Estats Units         | Sacramento Kings                                                              | Kentucky (Jr.)                     |
| 1    | 7       | Emmanuel Mudiay         | PG    | DR Congo             | Denver Nuggets                                                                | Guangdong Southern Tigers (Xina)   |
| 1    | 8       | Stanley Johnson         | SF    | Estats Units         | Detroit Pistons                                                               | Arizona (Fr.)                      |
| 1    | 9       | Frank Kaminsky          | PF/C  | Estats Units         | Charlotte Hornets                                                             | Wisconsin (Sr.)                    |
| 1    | 10      | Justise Winslow         | SF    | Estats Units         | Miami Heat                                                                    | Duke (Fr.)                         |
| 1    | 11      | Myles Turner            | C     | Estats Units         | Indiana Pacers                                                                | Texas (Fr.)                        |
| 1    | 12      | Trey Lyles              | PF    | Canadà               | Utah Jazz                                                                     | Kentucky (Fr.)                     |
| 1    | 13      | Devin Booker            | SG    | Estats Units         | Phoenix Suns                                                                  | Kentucky (Fr.)                     |
| 1    | 14      | Cameron Payne           | PG    | Estats Units         | Oklahoma City Thunder                                                         | Murray State (So.)                 |
| 1    | 15      | Kelly Oubre Jr.         | SG    | Estats Units         | Atlanta Hawks (de Brooklyn, traspassat amb el Washington)                     | Kansas (Fr.)                       |
| 1    | 16      | Terry Rozier            | PG    | Estats Units         | Boston Celtics                                                                | Louisville (So.)                   |
| 1    | 17      | Rashad Vaughn           | SG    | Estats Units         | Milwaukee Bucks                                                               | UNLV (Fr.)                         |
| 1    | 18      | Sam Dekker              | SF    | Estats Units         | Houston Rockets (from New Orleans)                                            | Wisconsin (Jr.)                    |
| 1    | 19      | Jerian Grant            | PG    | Estats Units         | Washington Wizards (traspassat al New York via Atlanta)                       | Notre Dame (Sr.)                   |
| 1    | 20      | Delon Wright            | PG    | Estats Units         | Toronto Raptors                                                               | Utah (Sr.)                         |
| 1    | 21      | Justin Anderson         | SF    | Estats Units         | Dallas Mavericks                                                              | Virginia (Jr.)                     |
| 1    | 22      | Bobby Portis            | PF    | Estats Units         | Chicago Bulls                                                                 | Arkansas (So.)                     |
| 1    | 23      | Rondae Hollis-Jefferson | SF    | Estats Units         | Portland Trail Blazers (traspassat al Brooklyn)                               | Arizona (So.)                      |
| 1    | 24      | Tyus Jones              | PG    | Estats Units         | Cleveland Cavaliers (traspassat al Minnesota)                                 | Duke (Fr.)                         |
| 1    | 25      | Jarell Martin           | PF    | Estats Units         | Memphis Grizzlies                                                             | LSU (So.)                          |
| 1    | 26      | Nikola Milutinov        | C     | Sèrbia               | San Antonio Spurs                                                             | Partizan Belgrade (Sèrbia)         |
| 1    | 27      | Larry Nance, Jr.        | PF    | Estats Units         | Los Angeles Lakers (from Houston)                                             | Wyoming (Sr.)                      |
| 1    | 28      | R. J. Hunter            | SG    | Estats Units         | Boston Celtics (from L.A. Clippers)                                           | Georgia State (Jr.)                |
| 1    | 29      | Chris McCullough        | PF    | Estats Units         | Brooklyn Nets (from Atlanta)                                                  | Syracuse (Fr.)                     |
| 1    | 30      | Kevon Looney            | PF    | Estats Units         | Golden State Warriors                                                         | UCLA (Fr.)                         |
| 2    | 31      | Cedi Osman              | SG/SF | Turquia              | Minnesota Timberwolves (traspassat al Cleveland)                              | Anadolu Efes (Turquia)             |
| 2    | 32      | Montrezl Harrell        | PF    | Estats Units         | Houston Rockets (from New York)                                               | Louisville (Jr.)                   |
| 2    | 33      | Jordan Mickey           | SF    | Estats Units         | Boston Celtics (from Philadelphia via Miami)                                  | LSU (So.)                          |
| 2    | 34      | Anthony Brown           | SF    | Estats Units         | Los Angeles Lakers                                                            | Stanford (Sr.)                     |
| 2    | 35      | Guillermo Hernangómez   | C     | Espanya              | Philadelphia 76ers (from Orlando, traspassat al New York)                     | Baloncesto Sevilla (ACB)           |
| 2    | 36      | Rakeem Christmas        | PF/C  | Estats Units         | Minnesota Timberwolves (from Sacramento via Houston, traspassat al Cleveland) | Syracuse (Sr.)                     |
| 2    | 37      | Richaun Holmes          | SF/PF | Estats Units         | Philadelphia 76ers (from Denver via Houston, Portland and Minnesota)          | Bowling Green (Sr.)                |
| 2    | 38      | Darrun Hilliard         | SG    | Estats Units         | Detroit Pistons                                                               | Villanova (Sr.)                    |
| 2    | 39      | Juan Pablo Vaulet       | SF    | Argentina            | Charlotte Hornets (traspassat al Brooklyn)                                    | Estudiantes de Bahía (Argentina)   |
| 2    | 40      | Josh Richardson         | SG    | Estats Units         | Miami Heat                                                                    | Tennessee (Sr.)                    |
| 2    | 41      | Pat Connaughton         | SF    | Estats Units         | Brooklyn Nets (traspassat al Portland)                                        | Notre Dame (Sr.)                   |
| 2    | 42      | Olivier Hanlan          | PG    | Canadà               | Utah Jazz                                                                     | Boston College (Jr.)               |
| 2    | 43      | Joseph Young            | PG    | Estats Units         | Indiana Pacers                                                                | Oregon (Sr.)                       |
| 2    | 44      | Andrew Harrison         | PG    | Estats Units         | Phoenix Suns (traspassat al Memphis)                                          | Kentucky (So.)                     |
| 2    | 45      | Marcus Thornton         | PG    | Estats Units         | Boston Celtics                                                                | William & Mary (Sr.)               |
| 2    | 46      | Norman Powell           | SG    | Estats Units         | Milwaukee Bucks (traspassat al Toronto)                                       | UCLA (Sr.)                         |
| 2    | 47      | Artūras Gudaitis        | C     | Lituània             | Philadelphia 76ers (from New Orleans via Washington and L.A. Clippers)        | Žalgiris Kaunas (Lituània)         |
| 2    | 48      | Dakari Johnson          | C     | Estats Units         | Oklahoma City Thunder                                                         | Kentucky (So.)                     |
| 2    | 49      | Aaron White             | PF    | Estats Units         | Washington Wizards                                                            | Iowa (Sr.)                         |
| 2    | 50      | Marcus Eriksson         | SG    | Suècia               | Atlanta Hawks (from Toronto)                                                  | FC Barcelona (ACB)                 |
| 2    | 51      | Tyler Harvey            | PG    | Estats Units         | Orlando Magic (from Chicago)                                                  | Eastern Washington (Jr.)           |
| 2    | 52      | Satnam Singh Bhamara    | C     | Índia                | Dallas Mavericks                                                              | IMG Academy (Bradenton, FL; HSPg.) |
| 2    | 53      | Sir'Dominic Pointer     | SF    | Estats Units         | Cleveland Cavaliers (from Portland via Chicago and Denver)                    | St. John's (Sr.)                   |
| 2    | 54      | Dani Díez               | SF    | Espanya              | Utah Jazz (from Cleveland, traspassat al Portland)                            | Gipuzkoa Basket (ACB)              |
| 2    | 55      | Cady Lalanne            | PF    | Haití                | San Antonio Spurs                                                             | Massachusetts (Sr.)                |
| 2    | 56      | Branden Dawson          | SF    | Estats Units         | New Orleans Pelicans (from Memphis, traspassat als L.A. Clippers)             | Michigan State (Sr.)               |
| 2    | 57      | Nikola Radičević        | PG    | Sèrbia               | Denver Nuggets (from L.A. Clippers)                                           | Baloncesto Sevilla (ACB)           |
| 2    | 58      | J. P. Tokoto            | SG/SF | Estats Units         | Philadelphia 76ers (from Houston)                                             | North Carolina (Jr.)               |
| 2    | 59      | Dimitrios Agravanis     | PF    | Grècia               | Atlanta Hawks                                                                 | Olympiacos (Grècia)                |
| 2    | 60      | Luka Mitrović           | PF    | Sèrbia               | Philadelphia 76ers (from Golden State via Indiana)                            | Red Star Belgrade (Sèrbia)         |

## Loteria del Draft
| ^ | Indica posició un cop finalitzat el sorteig |

| Equip                  | 2014–15 record | Números | Possibilitats | Possibilitats | Possibilitats | Possibilitats | Possibilitats | Possibilitats | Possibilitats | Possibilitats | Possibilitats | Possibilitats | Possibilitats | Possibilitats | Possibilitats | Possibilitats |
| ---------------------- | -------------- | ------- | ------------- | ------------- | ------------- | ------------- | ------------- | ------------- | ------------- | ------------- | ------------- | ------------- | ------------- | ------------- | ------------- | ------------- |
| Equip                  | 2014–15 record | Números | 1a            | 2a            | 3a            | 4a            | 5a            | 6a            | 7a            | 8a            | 9a            | 10a           | 11a           | 12a           | 13a           | 14a           |
| Minnesota Timberwolves | 16–66          | 250     | .250^         | .215          | .178          | .357          | —             | —             | —             | —             | —             | —             | —             | —             | —             | —             |
| New York Knicks        | 17–65          | 199     | .199          | .188          | .171          | .319^         | .123          | —             | —             | —             | —             | —             | —             | —             | —             | —             |
| Philadelphia 76ers     | 18–64          | 156     | .156          | .157          | .156^         | .226          | .265          | .040          | —             | —             | —             | —             | —             | —             | —             | —             |
| Los Angeles Lakers     | 21–61          | 119     | .119          | .126^         | .133          | .099          | .351          | .160          | .012          | —             | —             | —             | —             | —             | —             | —             |
| Orlando Magic          | 25–57          | 88      | .088          | .097          | .107          | —             | .261^         | .360          | .084          | .004          | —             | —             | —             | —             | —             | —             |
| Sacramento Kings       | 29–53          | 63      | .063          | .071          | .081          | —             | —             | .440^         | .305          | .040          | .001          | —             | —             | —             | —             | —             |
| Denver Nuggets         | 30–52          | 43      | .043          | .049          | .058          | —             | —             | —             | .600^         | .232          | .018          | .000          | —             | —             | —             | —             |
| Detroit Pistons        | 32–50          | 28      | .028          | .033          | .039          | —             | —             | —             | —             | .724^         | .168          | .008          | .000          | —             | —             | —             |
| Charlotte Hornets      | 33–49          | 17      | .017          | .020          | .024          | —             | —             | —             | —             | —             | .813^         | .122          | .004          | .000          | —             | —             |
| Miami Heat             | 37–45          | 11      | .011          | .013          | .016          | —             | —             | —             | —             | —             | —             | .870^         | .089          | .002          | .000          | —             |
| Indiana Pacers         | 38–44          | 8       | .008          | .009          | .012          | —             | —             | —             | —             | —             | —             | —             | .907^         | .063          | .001          | .000          |
| Utah Jazz              | 38–44          | 7       | .007          | .008          | .010          | —             | —             | —             | —             | —             | —             | —             | —             | .935^         | .039          | .000          |
| Phoenix Suns           | 39–43          | 6       | .006          | .007          | .009          | —             | —             | —             | —             | —             | —             | —             | —             | —             | .960^         | .018          |
| Oklahoma City Thunder  | 45–37          | 5       | .005          | .006          | .007          | —             | —             | —             | —             | —             | —             | —             | —             | —             | —             | .982^         |